# Claude II de L'Aubespine
Pour les articles homonymes, voir Aubespine et Châteauneuf.
 (novembre 2014).
Claude II de L'Aubespine est un homme d'État et diplomate français né à Orléans le 1er mai 1510, et mort au Palais du Louvre le 11 novembre 1567.

## Ascendants et fratrie
Descendant de la famille de L'Aubespine, une maison anoblie par lettres patentes du roi Charles V, données au château de Melun le 10 octobre 1374, il est le fils de Claude I de L'Aubespine (né vers 1475), seigneur d'Erouville, avocat au Parlement, bailli de l'abbaye Saint-Euverte d'Orléans, conseiller de cette ville en 1510, échevin en 1516 et (ses parents se sont mariés le 27 février 1507) de Marguerite Le Berruyer, dame de La Corbillière, fille de Pierre Le Berruyer (né en 1463 mort en 1573), bachelier ès-lois, écolier étudiant à Orléans, avocat du roi au bailliage Orléans, lieutenant général du bailliage d'Orléans par provision du 31 décembre 1543, conseiller au Parlement de Bretagne en 1555 et de Claudine Hilaire.
Il est l'aîné de quatre frères:
- Sébastien de L'Aubespine (né en Beauce[15] le 31 août 1518[16], mort à Limoges[17] le 2 juillet 1582 [18],[19],[20],[21]), abbé de Basse-Fontaine, ambassadeur à la diète de Worms (juin-août 1545)[22], abbé de Massay (1551-1582)[23], ambassadeur en Suisse (novembre 1552-octobre 1554)[24], plénipotentiaire à Vaucelles (1554)[25], maître des requêtes (1557[26]), évêque de Vannes (pourvu le 21 juin 1557)[27],[28],[29] puis de Limoges (nommé le 23 mars 1558[30], prend possession de son siège le 16 juillet 1558[31])[32],[33], ambassadeur en Espagne (1558-1560)[34], abbé commendataire de l'abbaye de Micy-Saint-Mesmin lez-Orléans (1558-1560)[35].
- François de L'Aubépine (mort en 1569[36],[37],[38]), lieutenant-général à Bourges en 1547, premier président de la justice souveraine de Metz (par lettre donnée à Compiègne le 22 mai 1554[39], remplacé en juin 1558 par Antoine Senneton[40]), président du Grand Conseil à Paris (reçu le 7 janvier 1558[41])[42], maître des requêtes (30 décembre 1558[43]). Il épouse Antoinette Marie Cotton[44], fille de Nicole Coton (mort en 1640), conseiller au parlement de Paris (reçu le 11 mai 1524) et d'Antoinette de La Grange.
- Gilles de L'Aubespine, seigneur de Verderonne et de la Poirière, receveur général des finances à Rouen (1556)[45], trésorier des parties casuelles qui épouse Marie de Gobelin[46], fille de Jacques Gobelin, marchand drapier[47], bourgeois de Paris, et de Nicole Croquet[48].
  - Jean de L'Aubespine (né en 1557[49], mort le 23 février 1596[50]), docteur en l'un et l'autre droit[51], abbé de Saint-Martial de Limoges (1574) et de Saint-Eloi de Noyon, conseiller d'Etat[52], conseiller clerc au parlement de Paris (reçu le 27 mai 1579), évêque de Limoges (obtient ses bulles le 22 août 1583[53], prend possession par procureur le 20 septembre 1583[54], sacré le 1er avril 1584 à Paris, dans l'église de Saint- Victor[55]), abbé de Saint-Just de Beauvais (8 mai 1587), évêque d'Orléans[56] (bulles du 16 mars 1588[57]).
  - Claude de L'Aubespine, seigneur de Verderonne, secrétaire des finances du roi et de la reine mère, président de la chambre des comptes à Paris (juillet 1597-1616)[58],[59], greffier de l'ordre de Saint-Michel (18 juin 1571, prête serment le 6 juillet 1571)[60], greffier et commandeur de celui du Saint-Esprit (pourvu le 31 décembre 1579[61], résigne en 1608). Le 18 août 1584, il épouse en premières noces Marie Malon. Il se remarie le 3 octobre 1593[62] avec Louise Pot[63], fille de Guillaume Pot, seigneur de Rhodes, grand maitre des cérémonies de France, maître des cérémonies des ordres du Roi, et de Jacqueline de La Châtre.

## Biographie
Du 10 mars 1537, au 9 juillet 1542, Claude II de L'Aubespine est pourvu d'une charge de notaire et secrétaire du roi. En juillet 1542, il est chargé de remettre des lettres de François Ier à Henri VIII en Angleterre. Pour cette mission, il reçoit 787 livres 10 sous. 
Le 23 octobre 1542 il obtient la survivance de la charge de secrétaire des finances de Guillaume Bochetel, son beau-père. Le 23 août 1543, il reçoit une commission pour signer en finances. Le 14 décembre 1543 il devient secrétaire des finances en titre par la mort de Jean Breton, seigneur de Villandry et sur résignation de sa survivance. 
Plénipotentiaire pour négocier la paix avec l'Angleterre en septembre 1544, il est l'un des auteurs du traité d'Ardres (juin 1546) qui rend Boulogne à la France.
Du 1er avril 1547 à 1567, il est secrétaire d'État chargé de la Champagne, de la Bourgogne, de la Bresse, de la Savoie, de l'Allemagne et de la Suisse. En septembre 1548, le roi l'envoie en Languedoc avec le connétable de Montmorency pour combattre une révolte. 
Le 5 janvier 1558, il assiste à l'ouverture de l'assemblée des notables à Paris dans la salle de Saint-Louis, au Palais de Justice. 
En avril 1559, il est rédacteur et signataire des traités de Cateau-Cambrésis avec l'Espagne et l'Angleterre. 
Il attache son nom à l'assemblée de Fontainebleau où est publiée une déclaration de tolérance portant règlement pour l'exécution de la lettre de cachet du 28 janvier 1560 concernant les poursuites pour fait de religion, le 22 février 1560. Il négocie ensuite la soumission des réformés de Bourges le 1er octobre 1562. En 1564-1566, il accompagne partiellement le roi Charles IX lors du grand voyage autour du royaume et il est présent à l'entrevue de Bayonne (juin-juillet 1565) avec la reine d'Espagne Elisabeth. 
En 1567, il est député à la conférence interconfessionnelle du faubourg Saint Marcel et à celle de La Chapelle. Le 10 novembre 1567, Catherine de Médicis vient le consulter alors qu'il est à l'agonie.
Le 22 décembre 1552, Claude II de L'Aubespine achète à Antoine Turpin l'hôtel de La Chaussée à Bourges qui avait été construit par Jacques Cœur,. Le 3 février 1557, il achète 18.480 livres la seigneurie de Couzières près Montbazon. En juillet 1560 il acquiert la Baronnie de Chasteauneuf.
Le 7 juillet 1564, il achète  les terres de Chambon, d'Ineuil, de Saint-Symphorien, de Venesme et de Saint-Julien qu'il réunit et dont il prend possession le 17 septembre 1565. 
Le Roi, pour le remercier de ses services, lui fait par ailleurs don de la haute justice de Hauterive, par lettres du mois de juillet 1564.

## Alliances et descendance
Le 14 janvier 1543, Claude II de L'Aubespine  épouse Jeanne Bochetel, (née vers 1528), fille du secrétaire d’Etat Guillaume Bochetel et de Marie de Morvillier. De cette union naissent trois enfants:
- Claude III de L’Aubespine (né le 4 juillet 1545[95], mort le 11 septembre 1570) est pourvu de la charge de secrétaire d’Etat de son père en survivance (26 mars 1560) à laquelle il renoncera en 1567. Secrétaire des finances le 28 novembre 1563[95], ambassadeur de France en Espagne de mai à juin 1567[96], il devient secrétaire d'État en remplacement de Jacques Bourdin de Villeine, son oncle maternel du 8 juillet 1567 à septembre 1570. Il épouse par contrat du 27 septembre 1567 Marie Clutin d’Oisel (née vers 1556), fille de Henri Cleutin (né vers 1515[97], mort à Rome le 20 juin 1566), seigneur d'Oisel et de Villeparisis, de Saint Aignan (20 novembre 1553). Claude III de L’Aubespine  meurt à l'âge de 26 ans.
- Madeleine de L’Aubespine (née le 13 mai 1546[98] et morte à Villeroy le 17 mai 1596[99]) épouse par contrat le 17 juin 1559[100],[101],[102] Nicolas de Neufville (né en 1543, mort à Rouen le 12 novembre 1617[103]), seigneur de Villeroy et d’Alaincourt, châtelain de Villeroy (septembre 1610[104]), seigneur de Chevannes, Fontenay-Le-Vicomte, Champcueil et Saint-Fargeau, secrétaire d’Etat en survivance (25 octobre 1567[105]-11 novembre 1567), secrétaire d’Etat en titre (11 novembre 1567- 8 septembre 1588[106] puis 25 septembre 1594[107]-9 août 1616[108], enfin 1er mai 1617-12 décembre 1617), Trésorier des Ordres du Roi (31 décembre 1578[109]-8 décembre 1588[110]). Elle lui apporte la terre de La Forêt-Thaumiers.
- Guillaume de L'Aubespine (né à Paris le 17 août 1547[111],[112], mort à Paris le 16 mars 1629[113]), baron de Châteauneuf-sur-Cher, seigneur de Montgauger (6 octobre 1562)[114]. Reçu conseiller au Parlement de Paris le 19 mai 1568[115] puis maître des requêtes le 13 août 1572[81], il est nommé chancelier d'Élisabeth d'Autriche, la femme du roi Charles IX, et conseiller d'Etat par lettre du 29 janvier 1573. Ambassadeur en Angleterre de novembre 1584[116] à février[117] 1589[118],[119], il est de nouveau nommé conseiller d'Etat par brevet du 6 mai 1586[111], puis capitaine de la ville et de Dun-le-Roi par provision du 31 janvier 1604, chevalier de l'ordre du Saint-Esprit[120], le 30 novembre 1604 et chancelier des ordres du roi le 29 août 1606[121],[122].  Il épouse à Orléans le 31 décembre 1572 Marie de la Châtre de La Maisonfort (fille d'Anne Robertet, fille de Florimond Ier Robertet, et de Claude Ier de La Châtre-La Maisonfort, lui-même fils cadet de Gabriel de La Châtre de La Maisonfort de Nançay ; sœur du maréchal Claude II et fille d'honneur de Catherine de Médicis). Plusieurs enfants naissent de cette union dont
  - Claude IV de L'Aubespine (né à Paris le 5 avril 1574, mort à Châteauneuf le 13 juin 1619), sieur de Saint-Julien, d'Hauterive et de Verrière, sert dans l'armée sous M. de Givri, colonel de la cavalerie de France (1588), gentilhomme ordinaire de la chambre du roi, maréchal de camp des armées (17 septembre 1616). Il épouse le 23 octobre 1605 Gasparde de Chevrières[123] (fille de Jacques Mitte de Chevrières de Miolans, veuve de Jean-Timoléon de Beaufort-Canillac et remariée finalement à Henri de La Châtre, 1er comte de Nançay, petit-neveu de Claude Ier de La Maisonfort ci-dessus ; morte à Nançay le 13 juillet 1624[124]). Accusé de rapt, il obtient des lettres d'abolition en décembre 1605.
  - Gabriel de L'Aubespine (né le 24 janvier 1579[125], mort à Grenoble le 15 août 1630[126]) désigné évêque d'Orléans par Henri IV en avril 1599, reçoit ses bulles le 15 mars 1604[127], sacré par le pape à Rome le 28 mars 1604, prend possession du siège par procureur le 13 mai 1604[128], abbé de Préaux en 1600[129], délégué par le clergé aux Etats·Généraux de 1614[130], chevalier des ordres du roi en 1619[131]
  - Charles de L'Aubespine (né au château d'Hauterive[132] le 22 février 1580[133], comte de Sagonne, mort à Leuville[134] le 17 septembre 1653[135]), conseiller au parlement de Paris (reçu le 6 décembre 1603[136],[137]), abbé de Préaux en 1604 sera ambassadeur en Hollande en 1609, en Flandres en 1610, chancelier commandeur des ordres du roi en survivance de son père (8 février 1611)[121], ambassadeur en Allemagne en 1620,  ambassadeur extraordinaire en Valteline, aux Ligues et en Suisse d'août 1626 à février 1627[138], intendant "de la justice et police et direction des hôpitaux" à l'armée de La Rochelle [139] par commission datée du camp d'Aytré le 9 février 1628[140], ambassadeur en Angleterre (1629-1630[141]) et garde des sceaux du 14 novembre 1630 au 25 février 1633 puis du 2 mars 1650 au 3 avril 1651. Par lettres patentes données à Saint-Michel le 22 juin 1632, il sera en outre nommé gouverneur, lieutenant général de la Touraine[142], démis le 25 février 1633 et renommé le 29 décembre 1643[143].
  - François de L'Aubespine (né à Londres le 1er mars 1586, mourut à Paris le 27 mars 1670), colonel d'un régiment de l'armée française le 21 novembre 1615[144], conseiller d'Etat le 6 mai 1616[145], lève un régiment qui porte son nom en avril 1629 et qui sera licencié en septembre 1650[146], représente Louis XIII auprès des Etats généraux des Provinces Unies en 1629-1630[147], colonel des troupes françaises en Hollande, gouverneur de la ville, forts, château et pays de Breda[148] le 21 mai 1639[144],[149], marquis de Dampierre (par lettres patentes d'octobre 1649[150], lieutenant général des armées du roi[151] en novembre 1650,  épouse le 17 novembre 1631 Eléonore de Volvire de Ruffec (née en 1604, morte le 23 novembre 1690 à 86 ans)[152]
  - Madeleine de L'Aubespine, † 1613, x 1598 Jean II Olivier de Leuville, petit-fils du chancelier François Olivier[153].

Claude II de L’Aubespine épouse en secondes noces avant le 17 juin 1559 Catherine d’Alizon, fille de Georges d’Alizon, dont il n'a point d'enfants.
Armes :  Ecartelé au 1 et  4 de gueule à trois fleurs d’aubépin d’argent, au 2 et 3 d’azur au casque d’argent

### Sources et bibliographie
- Paul Laumonier, Ronsard, poète lyrique : étude historique et littéraire, 1997